# Königliche Insignien (Thailand)

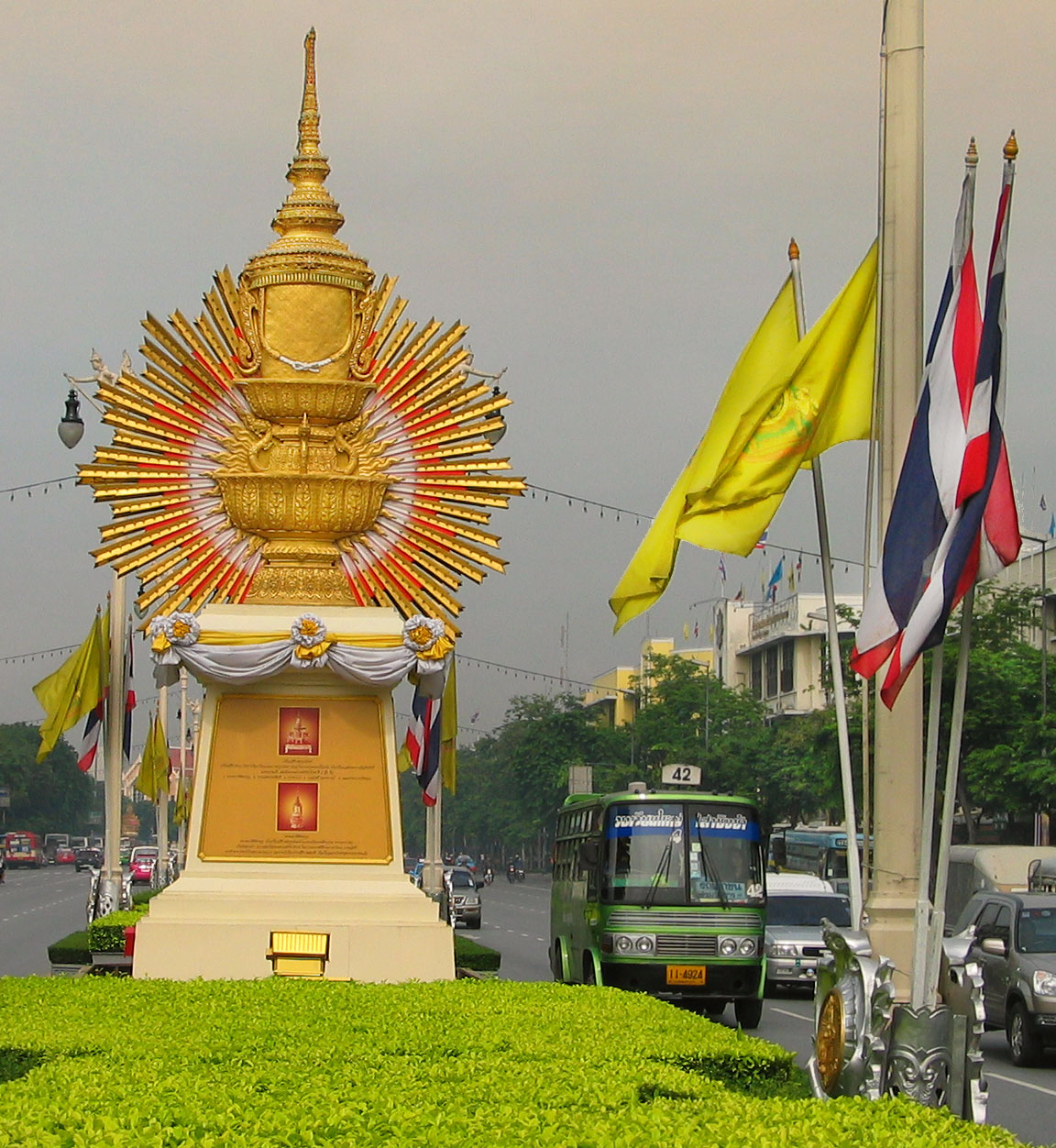
Ausstellungsstück „Die Große Sieger-Krone“ am Ratchadamnoen-Boulevard in Bangkok 2006

Die Königlichen Insignien von Thailand (Thai: เครื่องราชกกุธภัณฑ์ – Khrueang Racha Kakuthaphan) sind die Krönungsinsignien der Könige von Thailand, Ausdruck ihrer Macht und Würde sowie Symbol ihrer Herrschaft. Sie werden heute im „Royal Thai Decorations and Coin Pavillon“ im Großen Palast in Bangkok aufbewahrt.

## Krönungszeremonien
Die königlichen Insignien bestehen insgesamt aus 28 einzelnen Teilen, die dem König traditionell während seiner Krönungszeremonien präsentiert werden. Sie werden in einer festlichen Prozession von Pagen und Kammerherrn vor den König gebracht. Während die Hof-Brahmanen heilige Mantras zitieren, wird dem König, der auf dem „Bhadrapitha-Thron“ sitzt, zunächst „Die Große Sieger-Krone“ gereicht, die er sich selbst aufsetzt. Danach werden ihm der Reihe nach die anderen Insignien gereicht. Der König nimmt sie entgegen und begutachtet sie, danach werden sie auf Tischen neben dem Thron niedergelegt.

## Die königlichen Insignien

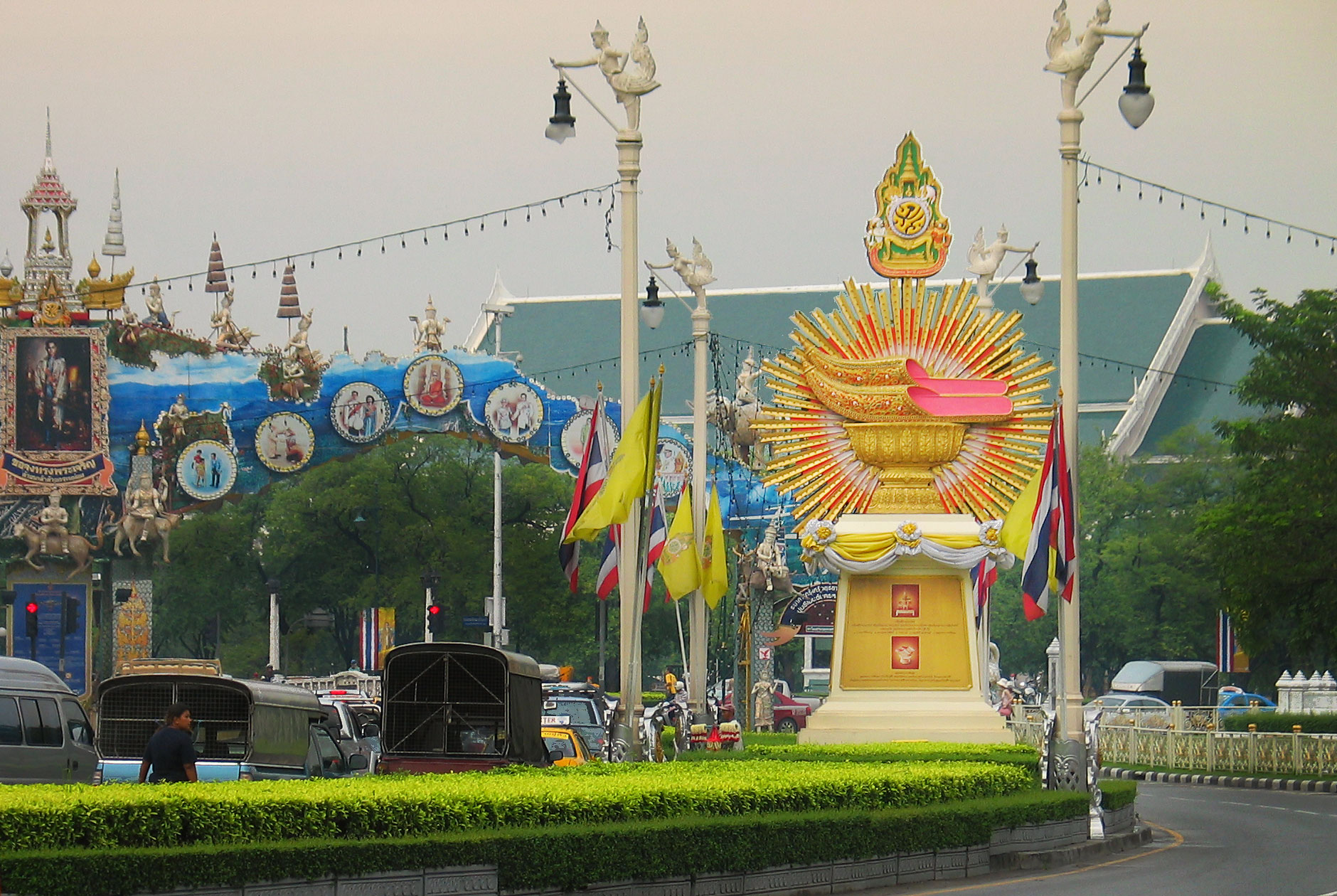
Die Königlichen Sandalen

In Fettschrift dargestellt sind die wichtigsten, die so genannten „Fünf Insignien“ (Thai: เครื่อง เบญจ ราช กกุธภัณฑ์ – Khrueang Bencharat Kakuthaphan; dabei werden Fächer und Fliegenwedel zusammengefasst):
- - Der „Große Weiße Neunstufige Staats-Schirm“ (Thai: พระนพปฎลมหาเศวตฉัตร – Phra Noppadon Maha Sa-wet Chat) ist wahrscheinlich das älteste Symbol königlicher Autorität in Asien. Er besteht aus mehreren, übereinander angeordneten Einzelschirmen, fünf Schirme für den Uparat, sieben für den König, bevor er gekrönt ist und neun für den König, sobald er die volle Souveränität erlangt hat. George Groslier vermutet im Angkor des siebten Jahrhunderts die historische Herkunft der siamesischen Schirme.[1] Königliche Schirme dieser Art werden ebenfalls in den Jataka erwähnt, wie auch in der Mahavamsa.
  - Die Große Sieger-Krone (Thai: พระมหาพิชัยมงกุฏ – Phra Maha Phichai Mongkut) ist für einen westlichen Betrachter wohl das ungewöhnlichste Stück, da es nicht der europäischen Vorstellung einer Krone entspricht. Die Krone hat eine eher konische Form, nicht die eines edelsteinbesetzten Diadems. Sie wurde 1782 in der Regierungszeit von König Phra Phutthayotfa Chulalok (Rama I.) aus Gold gefertigt und an manchen Stellen in Rot und Grün emailliert. Sie ist etwa 66 cm hoch und wiegt 7,3 kg. Als Abschluss befindet sich oben ein großer Diamant, Maha Wichien Mani genannt, welcher allerdings erst von König Mongkut (Rama IV.) hinzugefügt wurde.[2]
  - Das Sieger-Schwert (Thai: พระแสงขรรค์ชัยศรี – Phra Saeng Khan Chaisi) wurde 1783 König Phra Phutthayotfa  von Chao Phraya Apai Pubek aus Kambodscha geschenkt. Chao Phraya Apai Pubek soll es angeblich im Tonle-Sap-See gefunden haben. Das Heft des Schwertes hat eine Länge von 25 cm, die Klinge ist 64,5 cm lang. Wenn das Schwert in seiner Scheide steckt, ist es insgesamt 101 cm lang und wiegt 1,9 kg.
  - Die Königlichen Sandalen (Thai: ฉลองพระบาทเชิงงอน – Chalong Phrabat Choeng Ngon) sind aus Gold hergestellt und an den Zehen etwas nach oben gebogen, um die Füße des Königs zu schützen. Sie sind mit Diamanten besetzt und mit rotem Samt gesäumt. Im alten Siam trug man keine Schuhe, sie waren allenfalls für königliche Personen angemessen. Ebenso war der Brauch im alten Kambodscha unbekannt, sind Schuhe auf den Relief-Darstellungen im Angkor Wat doch nirgends zu finden.[3] Sandalen trug allerdings Rama, der Held des Ramayana, und auch im Jataka 406 werden sie erwähnt. An beiden Stellen stehen die Sandalen als Stellvertreter für nicht anwesende königliche Personen.
  - Der Fächer (Thai: พัดวาลวิชนี – Phatwan-Wichani) kam nach Siam aus Kambodscha, ähnlich geformte Fächer sind auf den Reliefs im Angkor Wat dargestellt: ein Palmblatt, das im rechten Winkel zu seinem Stängel abgebogen ist. Fächer werden in den heißen Ländern Asiens traditionell mit Kühle und einem erhabenen Komfort assoziiert, der göttlichen Königen zusteht.
  - Der „Fliegenwedel aus den Schwanzhaaren eines Yak“ (Thai: พระแส้หางจามรี – Phra Sae Hang Chamri) und
  - der „Fliegenwedel aus den Schwanzhaaren eines Weißen Elefanten“ (Thai: พระแส้หาง ช้างเผือก – Phra Sae Hang Chang Pueak), beide Wedel sind sehr alte Symbole. In den Puranas werden sie bereits als königliche Requisiten erwähnt. Die Materialien, aus denen sie hergestellt sind, scheinen aus glückverheißenden Gründen ausgewählt worden zu sein.
  - Das „Königliche Zepter“ ist vermutlich als Symbol mit dem Königlichen Stab gleichzusetzen. Obwohl das Zepter eine wichtige Insigne der europäischen Könige darstellt, kann in der alten indischen Literatur kein Hinweis darauf gefunden werden. H.G.Wells vermutet, dass es mit dem Donnerkeil (Vajra) des Hindu-Gottes Indra korrespondiert.[4]
  - Der Königliche Stab (Thai: ธารพระกร – Than Phra Kon) ist aus dem Holz des Cassia-Baumes hergestellt. Er hat eine Länge von 118 cm, oben einen Knopf und unten drei Zacken. „Er soll des Königs Schritt leiten auf dem Pfad von Gerechtigkeit und Gleichheit.“[5]
  - Das „Persönliche Schwert“ wurde hinter den siamesischen Königen zu nahezu jeder Gelegenheit vom Sekretär des königlichen Haushalts getragen. Es hat Ähnlichkeit mit dem Schwert, das Zhou Daguan, der chinesische Diplomat, gesehen hat, als er 1296 den Hof von Angkor besuchte,[6] möglicherweise auch mit dem „Phra Khan Jayasri“, dem Jayasri-Schwert, das König Sri Indraditya vom Khmer-Herrscher als Insigne überreicht worden war.[7]
  - Der „Brahmanen-Gürtel“ ist ein traditionelles Attribut des Hindu-Gottes Shiva. Die Darreichung an den König soll eine symbolische Einheit des Gottes mit dem König darstellen.[8]
  - Der „Glanzvolle Gürtel“ und
  - der „Gürtel Der Neun Edelsteine“ wurden früher als Amulett genutzt. Die „Neun Edelsteine“ (Diamant, Rubin, Smaragd, Gelber Saphir, Granat, Schwarzopal, Mondstein, Zirkon und Katzenauge) stehen stellvertretend für neun Planeten, die glückverheißenden Steine „sollen den König mit illustrer Macht und Mildtätigkeit versehen“.[9]
  - Der „Diamantring“ und
  - der „Königliche Ring“ wurden ebenfalls früher als Amulett genutzt. Ein ähnlicher Schmuck wurde auch von den Königen der Khmer getragen. Königliche Siegelringe wurden bereits in den Jataka und auch im Ramayana erwähnt.
  - Die „Goldene Schreibtafel mit Stift“ ist ein wichtiges Utensil, das während mehrerer Zeremonien bei der Krönung zur Anwendung kommt. Etwa 22 Tage vor der eigentlichen Krönung wird die Tafel von buddhistischen Mönchen „gesegnet“. Am folgenden Tag werden vom königlichen Schreiber unter der Oberaufsicht der Mönche im Ubosot des Wat Phra Kaeo zu einem von den königlichen Astrologen vorher exakt bestimmten Zeitpunkt sämtliche Titel und ausführlichen Anreden des neuen Königs in die Schreibtafel graviert. Die Hof-Brahmanen blasen währenddessen ihre Schneckenhörner, die Mönche rezitieren „Sutras des Sieges“. Auf einer zweiten goldenen Schreibtafel wird gleichzeitig das Königliche Horoskop eingraviert. Anschließend werden beide Tafeln eingerollt in eine goldene Röhre gesteckt, die dann in einen rechteckigen, goldenen Behälter gelegt wird. Der goldene Behälter wird auf einem goldenen Tablett zusammen mit anderen Insignien auf dem Altar des Wat Phra Kaeo abgesetzt, wo sie bis zum Krönungstag verbleiben. Dann wird die goldene Schreibtafel in ihren Behältern zusammen mit den anderen Insignien dem König präsentiert.

- Die Persönlichen Utensilien wurden früher in Indo-China ganz allgemein als Insignien des Adels verstanden. Beamten wurden vom König ähnliche Gegenstände zu ihrer Beförderung geschenkt. Die Persönlichen Utensilien des Königs sind natürlich aus einem edleren Metall – Gold – hergestellt, mit Edelsteinen besetzt und zum Teil mit roten und grünen Emaille-Verzierungen versehen.
  - Der Spucknapf
  - Die Betelnuss-Garnitur
  - Die Wasser-Urne
  - Die Trinkschale

- Die Acht Waffen der Unabhängigkeit scheinen allein von siamesischem historischen Interesse zu sein, und beziehen sich wohl alle auf einen speziellen historischen Augenblick – insbesondere in Verbindung mit König Naresuan, der 1593 den Kronprinzen von Burma mit dem „Schwert mit dem Langen Griff“ getötet haben soll[10]. Der Bogen ist sicherlich dabei die Waffe mit der ältesten Geschichte, während der Diskus und der Dreizack die Attribute der Hindu-Götter Vishnu und Shiva sind, sie sollen die Verbindung des Königs mit diesen beiden Göttern symbolisieren. Es war ebenfalls Naresuan, der mit dem „Gewehr des Satong“ über den Grenzfluss gleichen Namens mit einem einzigen Schuss den Anführer einer burmesischen Angreifertruppe getötet haben soll. Diese acht Waffen sollen jedoch bereits zur Krönung von König Vajiravudh (Rama VI.) Reproduktionen gewesen sein, die echten Waffen sind wohl beim Fall von Ayutthaya 1767 verloren gegangen.[11]
  - Das „Schwert der Geiseln“
  - Der Diskus
  - Der Dreizack
  - Der „Diamant-Speer“
  - Das „Schwert mit Langem Griff“
  - Schwert und Schild
  - Der Bogen
  - Das „Gewehr des Satong“

## Eindrücke
Zum 60-jährigen Thronjubiläum von König Bhumibol Adulyadej (Rama IX.) im Jahr 2006 wurde der Ratchadamnoen Boulevard im Bangkoker Stadtteil Phra Nakhon festlich geschmückt. Unterschiedliche Torbögen reichten teilweise über die gesamte Fahrbahnbreite, verschiedene Ausstellungsstücken (Exhibits) wurden auf dem Grünstreifen in der Mitte aufgestellt. Während die Torbögen Geschichte, Religion oder Mythologie zum Thema hatten („Die Naga“, „Maha Chakri“, „Die Neun Edelsteine“, …), stellten die „Exhibits“ die Fünf Königlichen Insignien dar:

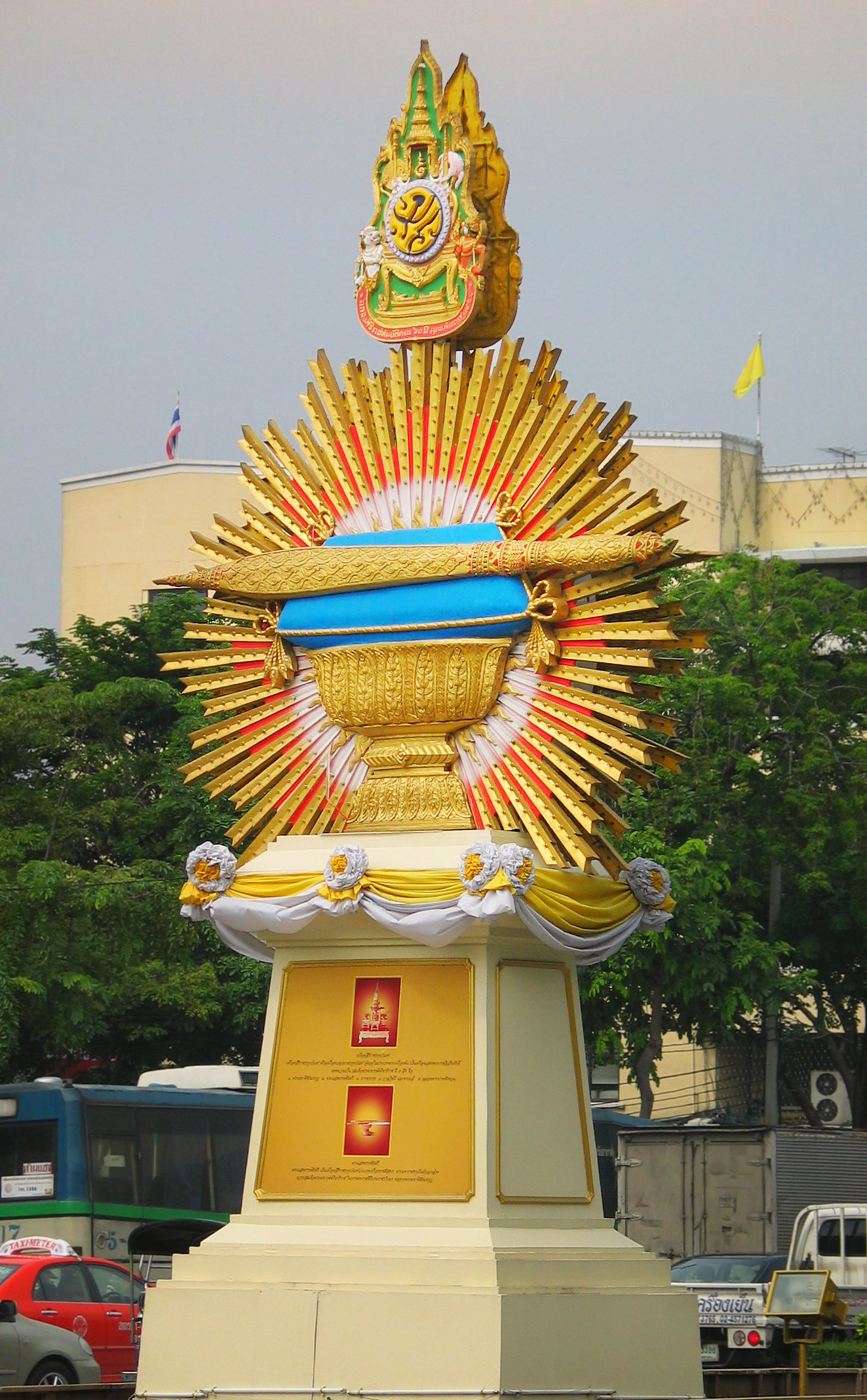
Das Königliche Schwert
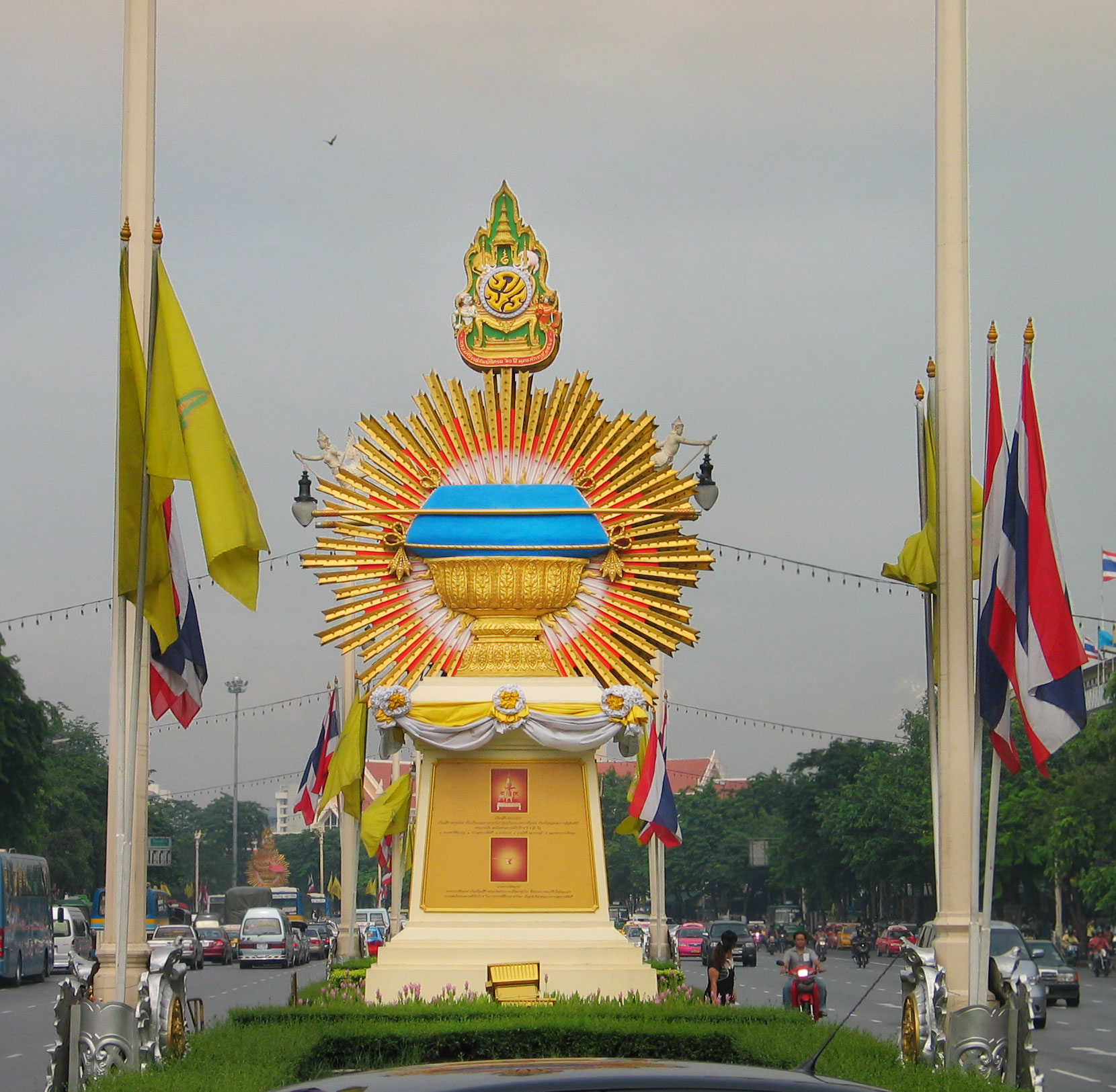
Der Königliche Stab
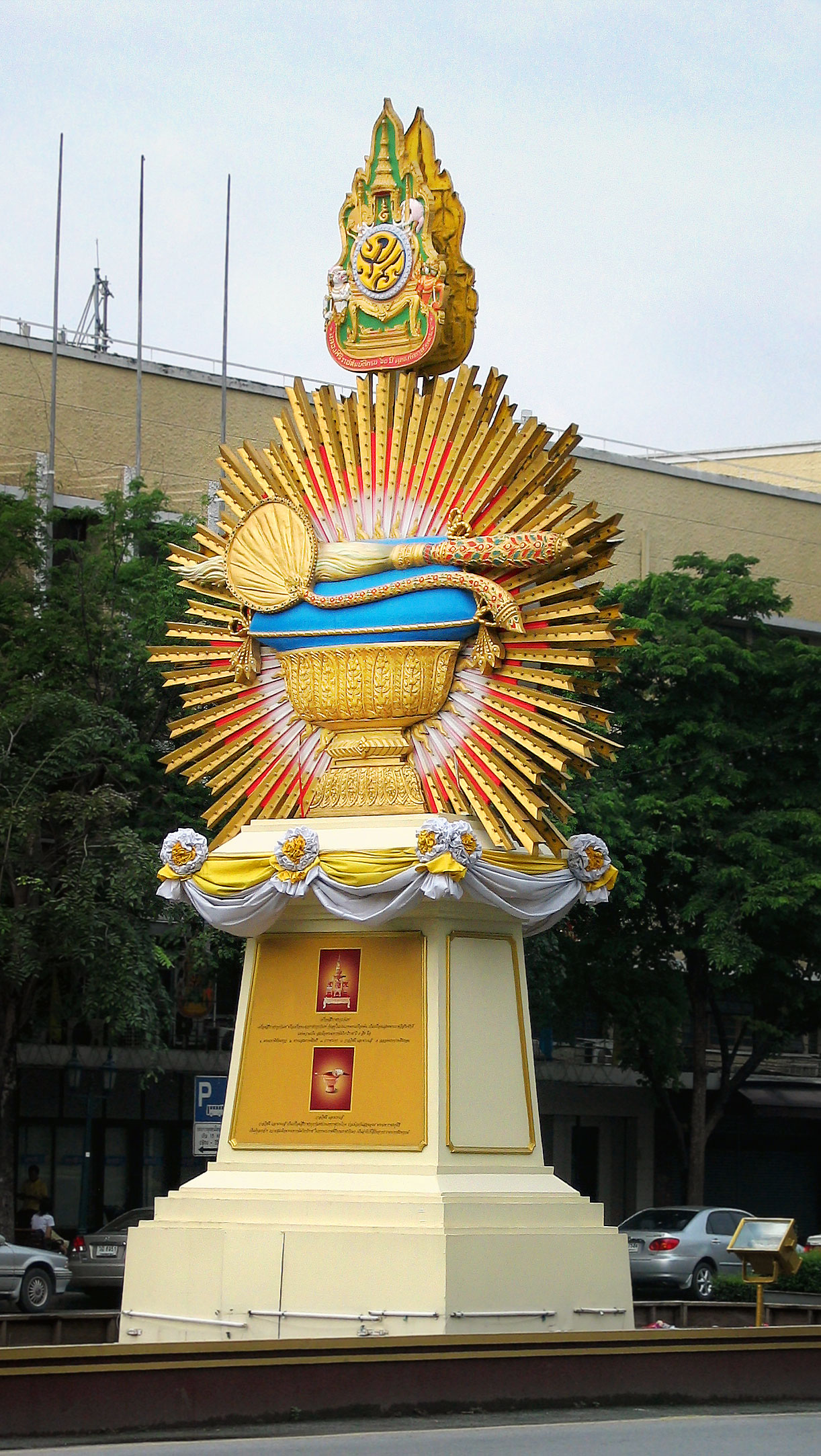
Der Königliche Fächer und Fliegenwedel
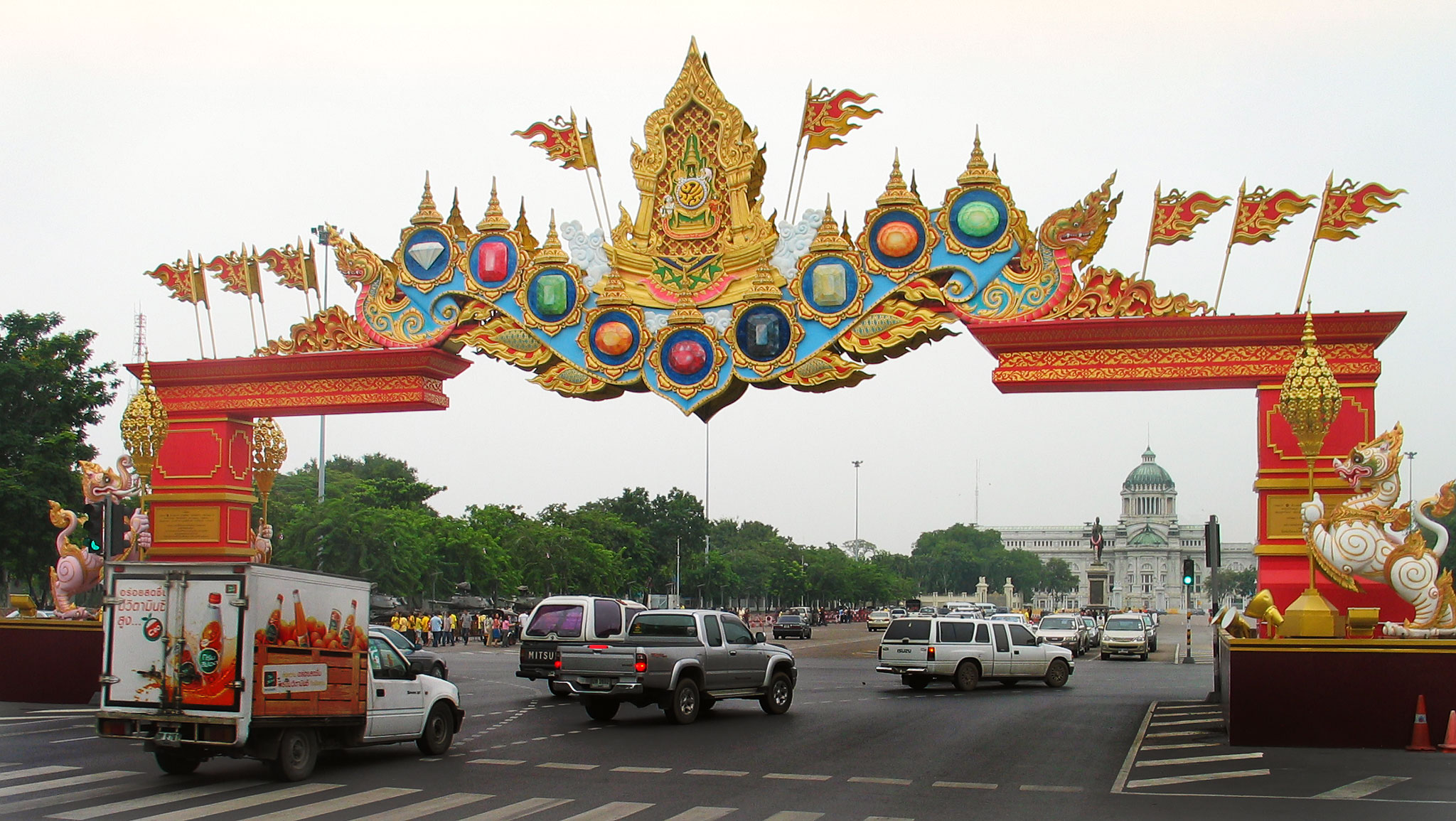
Torbogen „Die Neun Edelsteine“